# Hysterostomella miconiae
Hysterostomella miconiae är en svampart som beskrevs av Henn. 1897. Hysterostomella miconiae ingår i släktet Hysterostomella och familjen Parmulariaceae.   Inga underarter finns listade i Catalogue of Life.